# المعهد العالي للمنظومات الصناعية بقابس
المعهد العالي للمنظومات الصناعية بقابس هو إحدى المؤسسات العليا التابعة لجامعة قابس. وقد أحدث بمقتصى الأمر المؤرخ في 14 جويلية 2005، وهو يتمتع بالشخصية المدنية والاستقلال المالي.

## أرقام
- طبقا لإحصائيات 2007-2008 يدرس بالمعهد العالي للمنظومات الصناعية بقابس 380 طالبا من بينهم 85 طالبة.

## الشهادات
تتوزع الدراسة على الاختصاصات التي تنتهي بالشهادات التالية:
- الإجازة التطبيقية في الصيانة الصناعية
- الإجازة التطبيقية في الإلكترونيك الصناعي
- الإجازة التطبيقية في طلبات العروض الصناعية

## الإدارة
- المدير: إبراهيم النصري
- الكاتب الأول : منيرة خيروني

## وصلة خارجية
- موقع المعهد العالي للمنظومات الصناعية بقابس.